# بژژنکا (شهرستان بتوف)
بژژنکا (به لهستانی:  Brzezinka) یک روستا در لهستان است که در گمینا چارنا دانبرووکا واقع شده‌است.